# Blessing Oborududu
Blessing Oborududu (Gbanranu, 12 marzo 1989) è una lottatrice nigeriana, specializzata nella lotta libera. Ha rappresentato la Nigeria a tre edizioni consecutive dei Giochi olimpici estivi: Londra 2012, Rio de Janeiro 2016 e Tokyo 2020, vincendo la medaglia di bronzo nei 68 kg nell'edizione nipponica. È stata campionessa continentale per 10 anni consecutivi dal 2010 al 2020.

## Palamarès
- Giochi olimpici

Tokyo 2020: argento nei 68 kg.
- Campionati africani

Casablanca 2009: bronzo nei 59 kg.
Il Cairo 2010: oro nei 59 kg.
Dakar 2011: oro nei 63 kg;
N'Djamena 2013: oro nei 63 kg.
Tunisi 2014: oro nei 63 kg.
Alessandria d'Egitto 2015: oro nei 63 kg.
Alessandria d'Egitto 2016: oro nei 69 kg.
Marrakech 2017: oro nei 63 kg.
Port Harcourt 2018: oro nei 68 kg.
Hammamet 2019: oro nei 68 kg.
Algeri 2020: oro nei 68 kg.
- Giochi del Commonwealth

Delhi 2010: argento nei 63 kg.
Glasgow 2014: bronzo nei 63 kg.
Gold Coast 2018: oro nei 68 kg.
- Giochi della solidarietà islamica

Baku 2017: oro nei 63 kg.